# La pescuit
La pescuit (titlu original: Gone Fishin') este un film american de comedie din 1997 regizat de Christopher Cain. Rolurile principale au fost interpretate de actorii  Joe Pesci și Danny Glover (ca doi pescari înfocați dar incompetenți), în rolurile secundare joacă Rosanna Arquette, Lynn Whitfield și Nick Brimble. Acest film este a treia colaborate între Glover și Pesci. Primele două filme sunt   Armă mortală 2 și Armă mortală 3. Aceștia au colaborat apoi și la filmul Armă mortală 4.

## Prezentare
Joe Waters (Pesci) și Gus Green (Glover) sunt cei mai buni prieteni dar cam incompetenți, cu toate acestea ei sunt fericiți și locuiesc modest alături de familiile lor în New Jersey. Cei doi se cunosc încă din copilărie și împărtășesc aceeași pasiune pentru pescuit. După ce câștigă un sejur în Florida Everglades pentru a merge la pescuit, pleacă împreună la drum dar promit să se întoarcă acasă la timp pentru Ziua Recunoștinței.
Pe drum, în timp ce se opresc la un bar, îl întâlnesc pe Martin (Brimble), un  englez, care fură discret cheile de la mașina lui Joe și pleacă cu ea. Joe și Gus sunt nevoiți să-și împingă barca pe drum până când se întâlnesc cu două femei, Rita (Arquette) și Angie (Whitfield), care îl urmăresc pe Martin. În timp ce merg cu mașina acestora, o groapă face ca barca să se desprindă, lăsându-i pe Joe și Gus din nou pe drumuri, mai ales că barca accidental se cuplează la un tren de marfă și astfel rămân și fără bere și proviziile lor.  Joe și Gus fac autostopul din nou, alături de doi bărbați. De-a lungul drumului însă văd mașina lui Joe într-o benzinărie și coboară ca să investigheze. Joe se duce să se confrunte cu Martin în interiorul toaletei, dar se retrage după ce observă că Martin are un pistol încărcat. Joe și Gus fug din benzinărie cu mașina lor și descoperă în tabloul de bord un cuțit cu sânge pe el.
Joe și Gus poposesc noaptea într-un parc de rulote și, în timp ce vizionează un documentar la televizor, află că Martin este de fapt Dekker Massey, un criminal căutat, care a înșelat mai multe femei, furându-le banii și bijuteriile,  de asemenea se presupune că a înjunghiat mortal ultima sa victimă și că a ascuns comoara pe undeva. Există și o recompensă pentru prinderea lui Dekker, iar Joe și Gus decid să predea cuțitul, dar numai după ce-și finalizează călătoria spre partida de pescuit. Între timp, Dekker îi urmărește pe Joe și Gus.
În urma unei recomandări a proprietarului parcului de rulote, Joe și Gus vizitează magazinul de bărci al lui Phil Beasly unde închiriază o barcă cu motor, dar sfârșesc prin a distruge aproape fiecare gadget de pe barcă, pierd cuțitul, strică pescuitul altor bărci și distrug accidental magazinul lui Beasly. Răvășiți de pățanie, decid să se întoarcă acasă mai devreme, dar sfârșesc prin a avea o pană de cauciuc. În timp ce vrea să scoată roata de rezervă din portbagaj, Joe descoperă o hartă către comoara lui Dekker. Ei rezervă o cameră la un hotel din apropiere și, în timp ce iau cina, se reîntâlnesc cu Rita și Angie care le pune întrebări legate de Dekker și le dezvăluie că-l urmăresc deoarece mama lui Rita a fost una dintre victimele lui Dekker. Joe și Gus promit să-l aducă în fața justiției pe Dekker, dar, în acea noapte, Gus somnambul dă foc camerei de hotel, distrugând astfel harta. În confuzia creată, Joe și Gus fug, dar mașina se strică în timp ce ei nu erau hotărâți dacă să-l prindă pe  Dekker sau să se întoarcă acasă. În timp ce încearcă să repare mașina, Joe este lovit de fulger. În loc să fie ucis, fulgerul stimulează memoria slabă a lui Joe care-și aduce aminte toate informațiile de pe hartă. Ulterior cei doi găsesc comoara într-o peșteră mlăștinoasă din Everglades locuită de un crocodil, dar Dekker îi prinde. Amenințându-i cu arma, îi forțează să împingă mașina lui Joe în mlaștină și îi leagă în biroul șerifului, apoi intenționează să fugă din țară cu comoara.
După ce Dekker fuge, Joe și Gus sunt găsiți și eliberați de către idolul lor, Billy "Catch" Pool (Nelson) și apoi fac un plan pentru a-l opri Dekker. După o lungă urmărire prin mlaștină, Joe și Gus îl găsesc și-l prind pe Dekker înainte ca acesta să se urce într-un avion și-l predau poliției. Joe și Gus primesc banii de recompensă, dar, după ce sunt obligați să plătească daunele provocate de aceștia în timpul călătoriei lor, nu mai rămân decât cu câțiva dolari. 

## Distribuție
- Joe Pesci ca Joe Waters, un pescar împătimit mai temperamental decât prietenul său Gus. Inițial acesta dorește doar să meargă la pescuit în Everglades, dar, fără tragere de inimă, este de acord să ajute la prinderea lui Dekker Massey.
- Danny Glover ca Gus Green, prietenul mai calm al lui Joe. După ce aude de crimele comise de Dekker Massey, moralitatea sa este cea care duce la decizia de a-l  aduce în fața justiției pe Massey.
- Rosanna Arquette ca Rita, fiica uneia dintre victimele lui Dekker Massey, aceasta îl urmărește pe Massey pentru a-l aduce în fața justiției pentru crimele sale și se împrietenește cu Joe și Gus de-a lungul drumului.
- Lynn Whitfield ca Angie, cea mai bună prietenă a Ritei care o însoțește prin Everglades, Florida pentru a-l prinde pe Dekker Massey.
- Willie Nelson ca Billy 'Catch' Pooler, un pescar profesionist care este idolul lui Joe și Gus.
- Nick Brimble ca Dekker Massey, un escroc britanic specializat în escrocarea femeilor singure și principalul antagonist al filmului. Stârnește mânia lui Joe și Gus după ce le fură mașina.
- Gary Grubbs ca Phil Beasly, proprietarul unui magazin de bărci care accidental vinde lui  Joe și Gus o barcă scumpă având motorul defect.
- Carol Kane ca Donna Waters, soția lui Joe.
- Edythe Davis este Cookie Green, soția lui Gus.
- Jenna Bari ca Gena Waters, fiica lui Joe.
- Raynor Scheine ca  Glenn, proprietarul parcului de rulote în care Joe și Gus află adevărata identitate a lui Dekker Massey. Scheine a mai jucat anterior alături de Joe Pesci în filmul  Cu vărul Vinny nu-i de glumit! (My Cousin Vinny).
- Maury Chaykin este Kirk, un chelner care se presupune că ar fi homosexual. Ca și Raynor Scheine, acesta a mai jucat anterior alături de Joe Pesci în filmul Cu vărul Vinny nu-i de glumit!.
- Louise Fletcher ca Proprietarul restaurantului

## Producție
Atunci când La pescuit a fost în stadiul incipient de dezvoltare la începutul anilor 1990, rolurile lui Joe și Gus au fost mai întâi oferite actorilor canadieni John Candy și Rick Moranis. Amândoi au refuzat oferta deoarece erau ocupați cu alte proiecte. După ce filmul a primit undă verde în 1995, Joe Pesci și Danny Glover au fost în cele din urmă angajați pentru a juca în acest film. Câștigătorul premiului Oscar în 1977 pentru regia filmului Rocky, John G. Avildsen, a fost desemnat inițial ca regizor al filmului La pescuit. După ce a filmat deja primele două săptămâni a fost concediat de studiourile Disney și a înapoiat studioului salariul său de 2.000.000 de dolari, Christopher Cain a semnat imediat ca regizor. Filmările au început în noiembrie 1995 și s-au încheiat la începutul lunii februarie 1996.

### Accident
În timpul producției filmului, cascadoarea Janet Wilder a fost ucisă atunci când o barcă care trebuia să sară peste o rampă într-una dintre scene a căzut pe partea superioară a corpului acesteia. Soțul lui Wilder și socrul ei au fost, de asemenea, răniți în acest accident.

## Primire
În weekend-ul în care a avut premiera, filmul s-a clasat pe locul 3 la box-office-ul american după Lumea pierdută: Jurassic Park (II) și Dependenți de dragoste, având încasări de aproximativ 5,8 milioane dolari americani. Filmul a fost considerat ca fiind dezamăgitor atât critic cât și financiar. În cartea sa, renumitul critic de film Leonard Maltin a dat filmului rating-ul "BOMB" care este cel mai prost rating al unui film în viziunea lui Maltin. L-a catalogat ca fiind "un gambit enervant și ne-amuzant" și a declarat că a fost o risipă a talentului lui Pesci și a lui Glover, concluzionând că "acest film miroase rău". Criticul de film Chris Hicks din Salt Lake City a declarat că „după La pescuit și 8 căpățâni într-un sac Academia ar trebui să-i ceară înapoi lui Pesci premiul Oscar” (pe care le-a câștigat pentru Băieți buni). Filmul a avut încasări relativ mici la box office de aproximativ 19 milioane dolari pe plan intern. În prezent are un rating de 4% pe Rotten Tomatoes bazat pe 27 comentarii având consensul: „dezordonat, stereotip și fără haz, La pescuit marchează un punct dureros de scăzut în carierele celor doi actori principali [foarte] talentați.”